# Западный Узон
Западный Узон (бур. Баруун Узэнэ) — село в Дульдургинском районе Агинского Бурятского округа Забайкальского края России. Входит в состав сельского поселения Узон.

## География
Расположено в южной части района, к западу от села Узон, в 12 км к югу от районного центра — села Дульдурга, на реке Иля.

## Население
| 2021 |
| ---- |
| 1    |

## История
Решение образовать новый населённый пункт путём выделения из села Узон было принято Законом Забайкальского края от 5 мая 2014 года. Распоряжением Правительства Российской Федерации от 1 марта 2016 года N 350-р селу было присвоено соответствующее наименование и на федеральном уровне.